# Полишпаково
Полишпаково (укр. Полішпакове, до 2016 г. — Петровское) — село, относится к Великомихайловскому району Одесской области Украины.
Население по переписи 2001 года составляло 375 человек. Почтовый индекс — 67153. Телефонный код — 4859. Занимает площадь 1,43 км². Код КОАТУУ — 5121683901.
Впервые на административных картах Одесского края хутор Петровское появляется в конце 20-х годов XX века, а с 1966 г. становится селом Петровским (сельсовет), куда входят села Подколено, Козаково и Наливайково. В 2016 году, в рамках декоммунизации на Украине, было переименовано в село Полишпаково.

## Местный совет
67153, Одесская обл., Великомихайловский р-н, с. Полишпаково, ул. Фрунзе, 5.